# カファレル

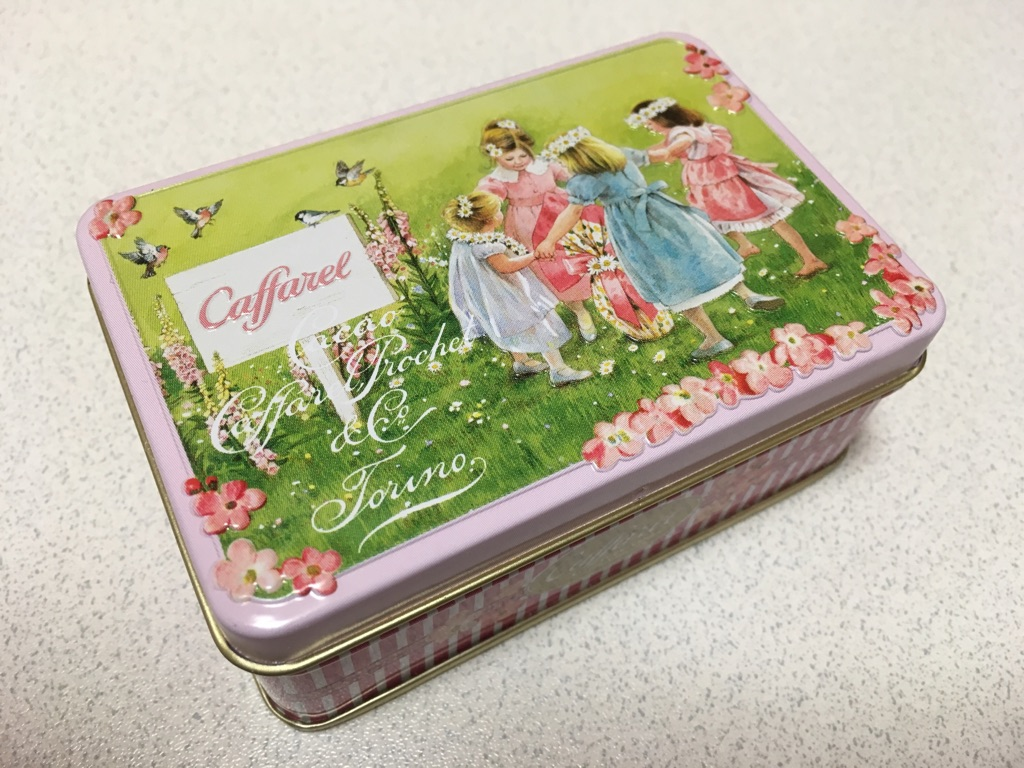
カファレル商品

カファレル（ イタリア語: Caffarel ）は、イタリア・トリノのチョコレート専門店である。1826年にピエール・ポール・カファレルによって創業。1997年9月以降は、リンツ&シュプルングリーの子会社となっている。2023年では老舗と認められている。

## 概要
日本国内では、輸入商社の山本商店が輸入総代理店となっており、直営店舗を北野本店のほか旧居留地、東京駅グランスタ、アトレ吉祥寺店に展開している。

## 参照
- イタリアチョコレートの最高峰 「カファレル」 [イタリア All About]